# Anthocoma euterpnes
Anthocoma euterpnes är en fjärilsart som beskrevs av Turner 1946. Anthocoma euterpnes ingår i släktet Anthocoma och familjen praktmalar, Oecophoridae. Inga underarter finns listade i Catalogue of Life.